# Mater et Magistra
Mater et Magistra (česky Matka a učitelka) – o nejnovějším vývoji života společnosti a jeho utváření ve světle křesťanského učení – je encyklikou papeže Jana XXIII. vydaná dne 15. května 1961. Je jednou z nejvýznamnějších sociálních encyklik 20. století.

## Obsah encykliky
Encyklikou se papež obrací na všechny křesťany, což dosvědčuje i oslovení v úvodu encykliky – Ctihodní bratři a milovaní synové, pozdrav a apoštolské požehnání – a vyzývá je k aktivnímu křesťanskému i občanskému životu a jeho naplnění podle zásad evangelia.

Encyklika shrnuje, potvrzuje a rozvíjí sociální nauku církve. Připomíná a rozebírá obsah předcházejících sociálních encyklik, zejména pak Rerum novarum Lva XIII. – potvrzuje, rozvádí a vysvětluje jejich učení. Papež zde také upozorňuje na nové výzvy stojící před církví a společností, se kterými se soudobý svět musí potýkat. Papež navrhuje také řešení těchto problémů založená na úctě ke každému člověku, jeho životu a rozvoji s přihlédnutím k obecnému blahu. Konstatuje, že cílem každého společenského řádu musí být člověk a jeho všestranný rozvoj.